# Franz Josef Sulzer
Franz Josef Sulzer  (* 20. Mai 1727 in Laufenburg (Baden); † August 1791 in Pitești) war ein österreichischer Historiker und Romanist, der als Offizier in Siebenbürgen diente.

## Leben und Werk
Sulzer war von 1759 bis 1773  und von 1783 bis zu seinem Tod österreichischer Hauptmann und Rittmeister in Siebenbürgen. Sein Schwiegervater Josef von Drauth (1709–1762) war Senator in Kronstadt (Brașov). Sulzer hatte in Freiburg im Breisgau studiert, seine Versuche, in der Universität Fuß zu fassen, scheiterten jedoch.
In seiner Geschichte Rumäniens wandte er sich (auch linguistisch argumentierend) als Vorläufer von Robert Rösler gegen die Dako-romanische Kontinuitätstheorie  und vertrat die Migrationstheorie, der zufolge die Rumänen erst im 12. Jahrhundert nach Siebenbürgen gelangt wären.
Sulzers Grammatikalische Abhandlung von der walachischen Sprache war eine der Quellen der Grammatik der romanischen Sprachen von Friedrich Diez.
Werner Bahner 1981, S. 400 schreibt: „Sulzers Beitrag zur Erforschung der rumänischen Sprache und Kultur fand […] selten die gebührende Beachtung.“
Franz Josef Sulzer war der Vater des Diplomaten Josef Friedrich von Sulzer (1767–1837).
Außerdem unterrichtete er Konstantin Ypsilantis, den späteren Fürsten der Moldau und Walachai.

## Werke
- Geschichte des transalpinischen Daciens, das ist der Walachey, Moldau und Bessarabiens. Im Zusammenhange mit der Geschichte des übrigen Daciens als ein Versuch einer allgemeinen dacischen Geschichte mit kritischer Freyheit entworfen, 3 Bde., Wien 1781–1782 (in Bd. 2, S. 151–269: Grammatikalische Abhandlung von der walachischen Sprache)
- Altes und neues oder dessen litteralische (so!) Reise durch Siebenbürgen, den Temeswarer Banat, Ungarn, Oesterreich, Bayern, Schwaben, Schweiz und Elsaß etc. in drey Sendschreiben an Herrn Prediger Theodor Lange, zu Kronstadt in Siebenbürgen, ohne Ort 1782